# Phaloe vespertilio
Phaloe vespertilio là một loài bướm đêm thuộc phân họ Arctiinae, họ Erebidae.